# ودو (نیومکزیکو)
ودو (به انگلیسی: Vado) یک منطقهٔ مسکونی در ایالات متحده آمریکا است که در شهرستان دونیا آنا، نیومکزیکو واقع شده‌است. ودو ۷٫۷ کیلومتر مربع مساحت و ۳٬۱۹۴ نفر جمعیت دارد و ۱٬۱۶۵ متر بالاتر از سطح دریا واقع شده‌است.